# 岩村俊哉
岩村 俊哉（いわむら としや、1961年11月24日 - ）は、日本の男性漫画家。本名同じ。京都府亀岡市出身、桃山学院大学社会学部卒。血液型、B型。
趣味はパチスロ、釣り。尊敬する漫画家は西川秀明。テンポの良いギャグが特徴。
代表作は、『月刊少年ガンガン』に連載された『電撃ドクターモアイくん』。総合学園ヒューマンアカデミー東京校のマンガカレッジ非常勤講師。

## 経歴
- 高校生時代より漫画家を目指しており、『週刊少年サンデー』の新人大賞の佳作に入ったのがきっかけで漫画界に入る[2]。
- 上京後は1年近く石田まさよしのアシスタントを経験[2]。
- 当時のアシスタント仲間の誘いにより、『月刊少年キャプテン』に投稿、連載となりデビューする[2]。
  - 『月刊少年キャプテン』1985年11月号 - 12月号「あいつがSHOOT」
  - 『月刊少年キャプテン』1986年1月号 - 8月号「ブラックピアス」
- 講談社に移籍した元徳間書店の担当編集から『ガンダムマガジン』掲載作の依頼を受けて執筆した「ネオ・ジオンの亡霊」が編集部で好評を受け『コミックボンボン』なとでガンダムの漫画を描く[3]。
- 1992年10月号より1996年No.8まで、『月刊少年ガンガン』にて代表作「電撃ドクターモアイくん」を連載。全5巻。
- 1994年6月号より1996年4月号まで、『月刊少年ギャグ王』にて「大ボケ超人ウッカリマン」を連載。全3巻。
- 1997年No.2より1997年No.20まで、『月刊少年ガンガン』にて「ラッキーゴッドビリケン」（原作：睦月三日生）を連載。全3巻。
- 2004年1月号より2007年6月号まで、『プレコミックブンブン』にて「タロットマスター」を連載。
- 2007年2月号より2007年9月号まで、『月刊少年ファング』にて「フィールドギア」（原案：海人）を連載。

## 作品リスト

### 漫画
- Let's 漁平（1987-1988、増刊少年サンデー）
- 電撃ドクターモアイくん（1992-1996、月刊少年ガンガン、全5巻）
- 絶対合格アカモンくん（1994年、デラックスボンボン、1995、少年王、全1巻）
- ストII4コマ大行進!（1994、ボンボンKCデラックス、※複数の作家によるオムニバス形式の単行本。「岩村としや」名義）
- 爆裂給食当番ランチくん（週刊少年ジャンプ読み切り作品）
- 大ボケ超人ウッカリマン（1994-1996、月刊少年ギャグ王、全3巻）
- ラッキーゴッドビリケン（原作：睦月三日生）（1997、月刊少年ガンガン、全3巻）
- タロットマスター（2004-2007、プレコミックブンブン、4巻まで刊行中）
- フィールドギア（原案：海人）（2007、月刊少年ファング）
- 東峡釣り学園（2007-2008、つりコミック）
- ガンダムシリーズ
  - ガンダム伝説 νガンダム秘話 ネオ・ジオンの亡霊
  - 機動戦士ガンダムF91 フォーミュラー戦記0122
  - 機動戦士ガンダム シルエットフォーミュラ91 クラスターガンダム編
  - 機動戦士Vガンダム

ほか多数

## 師匠
- 石田まさよし[2]